# Побуњени Атлас
Побуњени Атлас (енгл. Atlas Shrugged) је роман Ајн Ранд из 1957. године. То је њен најдужи роман, четврти и последњи објављен током њеног живота, и онај који је сматрала својим magnum opus-ом у домену фикције. Описала је тему Побуњеног Атласа као „улогу ума у људском постојању“ и укључује елементе научне фантастике, мистерије и љубавног романа. Књига истражује бројне филозофске теме из којих ће Ранд касније развити објективизам, укључујући разум, својинска права, индивидуализам, либертаријанизам и капитализам, и приказује оно што је Ранд видела као неуспехе владине принуде. Од свих Рандиних фикцијских дела, ово садржи најопсежнији исказ њеног филозофског система.
Књига приказује дистопијске Сједињене Државе у којима компаније тешке индустрије пате под све оптерећујућим законима и прописима. Железничка извршна директорка Дагни Тагарт и њен љубавник, челични магнат Хенк Риарден, боре се против „пљачкаша“ који желе да искористе њихову продуктивност. Они откривају да мистериозна фигура по имену Џон Галт убеђује друге пословне лидере да напусте своје компаније и нестану, у штрајку продуктивних појединаца против пљачкаша. Роман се завршава тако што штрајкачи планирају да изграде ново капиталистичко друштво засновано на Галтовој филозофији.
Побуњени Атлас је добио углавном негативне критике, али је постигао трајну популарност и континуирану продају у наредним деценијама. Роман је навођен као утицај на различите либертаријанске и конзервативне мислиоце и политичаре. Након неколико неуспешних покушаја адаптације романа за филм или телевизију, филмска трилогија је објављена од 2011. до 2014. уз негативне критике; такође су постављене две позоришне адаптације.

## Синопсис

### Окружење
Побуњени Атлас је смештен у дистопијске Сједињене Државе у неодређено време, у којима земља има „национално законодавно тело“ уместо Конгреса и „шефа државе“ уместо председника. Чини се да се Сједињене Државе приближавају економском колапсу, са распрострањеним несташицама, пословним неуспесима и смањеном продуктивношћу. Писац Едвард Јоункинс је рекао: „Прича се може истовремено описати као анахрона и безвременска. Образац индустријске организације изгледа као онај из касних 1800-их — расположење изгледа блиско оном из доба депресије 1930-их. И друштвени обичаји и ниво технологије подсећају на 1950-те.“
Многе технологије раног 20. века су доступне, али касније технологије попут млазних авиона и рачунара су углавном одсутне. Веома је мало помена историјских личности или догађаја, чак ни великих догађаја попут Другог светског рата. Осим Сједињених Држава, већина земаља се назива „Народним Државама“ за које се имплицира да су или социјалистичке или комунистичке.

### Радња
Дагни Тагарт, оперативна потпредседница железнице Тагарт Трансконтинентал, одржава компанију упркос дуготрајној економској депресији. Како се економски услови погоршавају и влада намеће етатистичке контроле над успешним предузећима, људи понављају загонетну фразу „Ко је Џон Галт?“, што значи: „Не постављајте питања на која нико не може да одговори.“
Њен брат Џим Тагарт, председник железнице, доноси наизглед ирационалне одлуке, као што је куповина од непоуздане компаније Орена Бојла, Associated Steel. Дагни је такође разочарана када открије да аргентински милијардер Франциско д'Анконија, њен пријатељ из детињства и прва љубав, ризикује бакарну компанију своје породице изградњом рудника бакра Сан Себастијан, иако ће их Мексико вероватно национализовати.
Упркос ризику, Џим и Бојл улажу велика средства у железницу за тај регион, игноришући линију Рио Норте у Колораду, где је предузетник Елис Вајат открио велике резерве нафте. Мексико национализује руднике и железничку линију, али се испоставља да су рудници безвредни. Да би надокнадио губитке железнице, Џим утиче на Националну алијансу железница да забрани конкуренцију у просперитетним областима као што је Колорадо. Вајат захтева да му Дагни обезбеди адекватне шине за његове бушотине пре него што одлука ступи на снагу.
У Филаделфији, самостални челични магнат Хенк Риарден развија Риарден Метал, легуру лакшу и јачу од конвенционалног челика. Дагни одлучује да користи Риарден Метал на линији Рио Норте, постајући први велики купац за производ. Након што Хенк одбије да прода метал Државном научном институту, владиној истраживачкој фондацији коју води др. Роберт Стадлер, институт објављује извештај који осуђује метал без навођења проблема са њим. Као резултат тога, многе значајне организације бојкотују линију. Иако се Стадлер слаже са Дагниним притужбама на ненаучни тон извештаја, он одбија да га повуче. Да би заштитила Тагарт Трансконтинентал од бојкота, Дагни одлучује да изгради линију Рио Норте као независну компанију под називом Џон Галт Лајн.
Хенк је несрећан са својом манипулативном женом Лилијан, али се осећа обавезним да остане са њом. Привлачи га Дагни, и када јој се придружи на инаугурацији линије Џон Галт, они постају љубавници. На одмору, Хенк и Дагни откривају напуштену фабрику са недовршеним, али револуционарним мотором који ради на атмосферску статичку струју. Почињу да траже проналазача, а Дагни унајмљује научника Квентина Данијелса да реконструише мотор; међутим, низ економски штетних директива издаје Весли Мауч, бивши Риарденов лобиста који је издао Хенка у замену за посао у владиној агенцији. Вајат и други важни пословни лидери дају отказ и нестају, остављајући своје индустрије пропадању.
Дагни и Хенк схватају да Франциско намерно штети својој бакарној компанији, иако не разумеју зашто. Када влада наметне директиву која забрањује запосленима да напуштају своја радна места и национализује све патенте, Дагни крши закон дајући оставку у знак протеста. Да би придобили Хенкову сарадњу, влада га уцењује претњама да ће објавити његову аферу са Дагни. Након велике катастрофе у једном од тунела Тагарт Трансконтинентала, Дагни се враћа на посао. По повратку, добија обавештење да и Квентин Данијелс даје отказ у знак протеста и она жури преко земље да га убеди да остане.
На путу до Данијелса, Дагни упознаје скитницу са причом која открива да је мотор изумео и напустио инжењер по имену Џон Галт, који је инспирација за уобичајену изреку. Када крене за Данијелсом приватним авионом, она се сруши и открива тајну иза нестанака пословних лидера: Галт предводи штрајк „људи ума“. Срушила се у њиховом скровишту, изолованој долини познатој као Галтова долина. Док се опоравља од повреда, штрајкачи јој објашњавају своје мотиве, и она сазнаје да су међу штрајкачима Франциско и многи угледни људи, попут њеног омиљеног композитора Ричарда Халија и злогласног пирата Рагнара Данескјолда. Дагни се заљубљује у Галта, који је позива да се придружи штрајку.
Оклевајући да напусти своју железницу, Дагни напушта Галтову долину, али открива да се влада претворила у диктатуру. Франциско завршава саботажу својих рудника и даје отказ. Након што помаже да се заустави оружано преузимање Хенкове челичане, Франциско убеђује Хенка да се придружи штрајку. Галт прати Дагни у Њујорк, где хакује национални радио пренос како би одржао трочасовни говор који објашњава тему романа и Рандин објективизам.
Власти хватају Галта и неуспешно покушавају да га убеде да води обнову економије земље. Џим тада одлучује да мучи Галта, али постаје делиричан након што види како су власти толико неспособне да чак и поправе уређај за мучење. Дагни спасава Галта, влада се распада, и роман се завршава док Галт објављује да се штрајкачи могу вратити у свет.

## Историја

### Контекст и писање
Рандин наведени циљ за писање романа био је „да покаже колико су свету очајнички потребни покретачи и колико их опако третира“ и да прикаже „шта се дешава са светом без њих“. Основна идеја за књигу дошла јој је током телефонског разговора 1943. са њеном пријатељицом Изабел Патерсон, која је тврдила да Ранд дугује својим читаоцима да напише фикцију о својој филозофији. Ранд се није сложила и одговорила: „Шта ако ступим у штрајк? Шта ако сви креативни умови света ступе у штрајк?  То би био добар роман.“ Након што се разговор завршио, Рандин муж Френк О'Конор, који је чуо разговор, потврдио је Ранд: „То би био добар роман.“ Ранд је тада почела да пише Побуњени Атлас како би приказала морал рационалног сопственог интереса, истражујући последице штрајка интелектуалаца који одбијају да своје проналаске, уметност, пословно вођство, научна истраживања или нове идеје пруже остатку света.
Ранд је почела први нацрт романа 2. септембра 1946. У почетку је мислила да ће бити лако написати и да ће брзо завршити, али како је разматрала сложеност филозофских питања која је желела да обради, схватила је да ће то трајати дуже. Након што је прекинула уговор за писање сценарија за Хала Волиса и завршила своје обавезе на филмској адаптацији Величанственог извора, Ранд је радила пуно радно време на роману који је провизорно назвала Штрајк. До лета 1950. написала је 18 поглавља; до септембра 1951. написала је 21 поглавље и радила на последњем од три дела романа.
Како је Ранд завршавала нова поглавља, читала их је кругу младих обожавалаца који су почели да се окупљају у њеној кући да разговарају о филозофији. Ова група је укључивала Натанијела Брандена, његову жену Барбару Бранден, Барбариног рођака Леонарда Пејкофа и економисту Алана Гринспена. Напредак на роману је значајно успорен 1953. године, када је Ранд почела да ради на Галтовом дугачком радио обраћању. Провела је више од две године довршавајући говор, завршивши га 13. октобра 1955. Преостала поглавља су напредовала брже, и до новембра 1956. Ранд је била спремна да поднесе скоро завршен рукопис издавачима. Побуњени Атлас је био Рандин последњи завршени фикцијски рад. Означио је прекретницу у њеном животу — крај њене каријере као романописца и почетак њене улоге као популарног филозофа.

### Утицаји
Рандина биографкиња Ен Хелер прати неке идеје које ће ући у Побуњени Атлас до никад написаног романа који је Ранд скицирала док је била студенткиња на Петроградском државном универзитету. Футуристичка прича је представљала америчку наследницу која мами најталентованије људе из углавном комунистичке Европе. Наследница би имала асистента по имену Еди Вилерс, име Дагниног асистента у Побуњеном Атласу.
Да би приказала индустријско окружење Побуњеног Атласа, Ранд је спровела истраживање о америчкој железничкој и челичној индустрији. Обишла је и прегледала бројне индустријске објекте, као што је челичана Kaiser Steel, посетила постројења New York Central Railroad, и накратко управљала локомотивом на линији 20th Century Limited. Ранд је такође користила своје претходно истраживање за недовршени сценарио о развоју атомске бомбе, укључујући њене интервјуе са Џ. Робертом Опенхајмером, што је утицало на лик Роберта Стадлера и приказ развоја „Пројекта X“ у роману.
Рандини описи Галтове долине засновани су на граду Уреј, Колорадо, који су Ранд и њен муж посетили 1951. године када су се селили из Лос Анђелеса у Њујорк. Други детаљи романа су били под утицајем искустава и коментара њених пријатеља. На пример, њен приказ левичарских интелектуалаца (као што су ликови Балф Јубанк и Сајмон Причет) био је под утицајем факултетских искустава Натанијела и Барбаре Бранден, а Алан Гринспен је пружио информације о економији челичне индустрије.
Амерички либертаријански писац Џастин Рејмондо описао је сличности између Побуњеног Атласа и романа Гарета Гарета из 1922. године, Возач, који говори о идеализованом индустријалцу по имену Хенри Галт, власнику трансконтиненталне железнице који покушава да побољша свет и бори се против владе и социјализма. Рејмондо је веровао да је ранији роман утицао на Рандино писање на начине које није признала, иако није било „плагијата од речи до речи“ и Возач је објављен четири године пре него што је Ранд емигрирала у Сједињене Државе. Новинар Џеф Вокер је поновио Рејмондове поређења у својој књизи Култ Ајн Ранд и навео Возача као једног од неколико непризнатих претходника Побуњеног Атласа. Насупрот томе, Крис Метју Скиабара је рекао да „није могао пронаћи никакве доказе који би повезали Ранд са Гаретом“, и сматрао је Рејмондове тврдње „непоткрепљеним“. Уредник часописа Liberty Р. В. Бредфорд је рекао да је Рејмондо направио неуверљиво поређење засновано на случајности имена и уобичајеним књижевним средствима.

### Историја објављивања
Због успеха Рандиног романа Величанствени извор из 1943. године, није имала проблема да пронађе издавача за Побуњени Атлас. Ово је био контраст у односу на њене претходне романе, за које се мучила да их пласира. Чак и пре него што је почела да га пише, прилазили су јој издавачи заинтересовани за њен следећи роман. Међутим, њен уговор за Величанствени извор давао је право првенства његовом издавачу, Bobbs-Merrill Company. Након прегледа делимичног рукописа, тражили су од ње да разговара о скраћењима и другим променама. Она је одбила, а Bobbs-Merrill је одбио књигу.
Хирам Хејден, уредник који јој се допадао и који је напустио Bobbs-Merrill, замолио ју је да размотри његовог новог послодавца, Random House. У раном разговору о тешкоћама објављивања контроверзног романа, председник Random House-а Бенет Серф предложио је да Ранд истовремено поднесе рукопис више издавача и пита их како би реаговали на његове идеје, како би могла да процени ко би најбоље промовисао њен рад. Ранд је била импресионирана смелим предлогом и укупним разговорима са њима. Након разговора са неколико других издавача од десетак заинтересованих, Ранд је одлучила да вишеструка подношења нису потребна; понудила је рукопис Random House-у. Након читања дела који је Ранд поднела, Серф је изјавио да је то „сјајна књига“ и понудио Ранд уговор. То је био први пут да је Ранд радила са издавачем чији су се руководиоци чинили одушевљеним једном од њених књига.

Када је завршени рукопис премашио 600.000 речи, Серф је замолио Ранд да направи скраћења, али се повукао када је она упоредила ту идеју са скраћивањем Библије. Са 1168 страница у првом издању, Побуњени Атлас је најдужа објављена књига Ајн Ранд. Random House је објавио роман 10. октобра 1957. Почетни тираж је био 100.000 примерака. Прво издање у меком повезу објавио је New American Library у јулу 1959, са почетним тиражом од 150.000. Издање поводом 35. годишњице објавио је E. P. Dutton 1992. године, са уводом Рандиног наследника, Леонарда Пејкофа. Роман је преведен на више од 30 језика.

### Наслов и поглавља
Радни наслов романа био је Штрајк, али је Ранд мислила да би овај наслов прерано открио елемент мистерије у роману. Била је задовољна када је њен муж предложио Побуњени Атлас, претходно наслов једног поглавља, за књигу. Наслов је референца на Атласа, Титана из грчке митологије, који је у роману описан као „џин који држи свет на својим раменима“. Значај ове референце појављује се у разговору у којем Франциско д'Анконија пита Риардена какав би савет дао Атласу ако „што је већи напор [Титана], то теже свет притиска на његова рамена“. Пошто Риарден не може да одговори, д'Анконија даје сопствени савет: „Да слегне раменима“.
Роман је подељен на три дела који се састоје од по десет поглавља. Сваки део је назван у част једног од Аристотелових закона логике: „Не-контрадикција“ по закону непротивречности; „Или-или“, што је референца на закон искључења трећег; и „А је А“ у односу на закон идентитета. Свако поглавље такође има наслов; Побуњени Атлас је једини Рандин роман који користи наслове поглавља.

## Теме

### Филозофија
Прича Побуњеног Атласа драматично изражава Рандин етички егоизам, њено залагање за „рационалну себичност“, где су све главне врлине и пороци примене улоге разума као основног алата за опстанак човека (или неуспех да се он примени): рационалност, искреност, правда, независност, интегритет, продуктивност и понос. Рандини ликови често персонификују њен поглед на архетипове различитих филозофских школа за живот и рад у свету. Роберт Бидиното је написао: „Ранд је одбацила књижевну конвенцију да дубина и уверљивост захтевају ликове који су натуралистичке реплике врста људи које срећемо у свакодневном животу, изговарајући свакодневни дијалог и тежећи свакодневним вредностима. Али је такође одбацила идеју да ликови треба да буду симболични, а не реалистични.“ Сама Ранд је изјавила: „Моји ликови никада нису симболи, они су само људи у оштријем фокусу него што публика може да види голим оком Моји ликови су особе у којима су одређени људски атрибути фокусирани оштрије и доследније него код просечних људских бића.“
Поред очигледнијих изјава заплета о значају индустријалаца за друштво, и оштрог контраста са марксизмом и радном теоријом вредности, овај експлицитни сукоб Ранд користи да извуче шире филозофске закључке, како имплицитне у заплету, тако и путем изјава самих ликова. Побуњени Атлас карикира фашизам, социјализам, комунизам и било коју државну интервенцију у друштву као омогућавање непродуктивним људима да „паразитирају“ на тешко зарађеном богатству продуктивних, а Ранд тврди да је исход живота сваког појединца искључиво функција његове способности, и да би сваки појединац могао да превазиђе неповољне околности, уз способност и интелигенцију.

### Санкција жртве
Концепт „санкција жртве“ дефинисао је Леонард Пејкоф као „спремност добрих да пате од руку злих, да прихвате улогу жртве за 'грех' стварања вредности“. Сходно томе, кроз Побуњени Атлас, бројни ликови су фрустрирани овом санкцијом, као када се чини да је Хенк Риарден дужан да издржава своју породицу, упркос њиховом непријатељству према њему; касније, принцип наводи Ден Конвеј: „Претпостављам да неко мора бити жртвован. Ако се испостави да сам то ја, немам право да се жалим.“ Џон Галт даље објашњава принцип, као што је „Зло је немоћно и нема моћ осим оне коју му дозволимо да изнуди од нас“ и „Видео сам да је зло немоћно и једино оружје његове победе била је спремност добрих да му служе“.

### Влада и бизнис
Рандин поглед на идеалну владу изражава Џон Галт: „Политички систем који ћемо изградити садржан је у једној моралној премиси: ниједан човек не сме добити никакве вредности од других прибегавајући физичкој сили“, док „никаква права не могу постојати без права да се своја права преточе у стварност — да се мисли, ради и задрже резултати — што значи: право на својину“. Сам Галт живи живот лесе фер капитализма.
У свету Побуњеног Атласа, друштво стагнира када се независне продуктивне агенције друштвено демонизују због својих достигнућа. Ово је у складу са одломком из интервјуа из 1964. за часопис Playboy, у којем Ранд наводи: „Радња у Побуњеном Атласу се одвија у време када је друштво достигло стадијум диктатуре.“ Ранд такође приказује теорију јавног избора, тако да се језик алтруизма користи за доношење закона номинално у јавном интересу („Правило против 'пас-једе-пса'“ и „Закон о изједначавању могућности“), али више у краткорочну корист посебних интереса и владиних агенција.

### Својинска права и индивидуализам
Рандини јунаци се непрестано супротстављају „паразитима“, „пљачкашима“ и „просјацима“ који захтевају користи од рада јунака. Едвард Јоункинс описује Побуњени Атлас као „апокалиптичну визију последњих фаза сукоба између две класе човечанства — пљачкаша и не-пљачкаша. Пљачкаши су заговорници високих пореза, великих синдиката, владиног власништва, владине потрошње, владиног планирања, регулације и редистрибуције.“
„Пљачкаши“ су Рандин приказ бирократа и владиних званичника, који конфискују зараде других имплицитном претњом силе („под претњом пиштоља“). Неки званичници спроводе владину политику, као они који конфискују семе једне државе да би нахранили гладне грађане друге. Други искоришћавају те политике, као што је железнички регулатор који илегално продаје залихе железнице за сопствену добит. Обојица користе силу да узму имовину од људи који су је произвели или зарадили. „Просјаци“ су Рандин приказ оних који нису у стању да сами производе вредност, који захтевају зараде других у име сиромашних, али завиде талентованима од којих зависе, и позивају се на „морално право“ док омогућавају „закониту“ заплену од стране влада.
Лик Франциско д'Анконија указује на улогу „пљачкаша“ и „просјака“ у односу на новац: „Дакле, мислите да је новац корен сваког зла?  Да ли сте се икада запитали шта је корен новца? Новац је средство размене, које не може постојати ако не постоје произведена добра и људи способни да их произведу.  Новац није алат просјака, који траже ваш производ сузама, или пљачкаша који вам га узимају силом. Новац омогућавају само људи који производе.“

## Жанр
Роман укључује елементе мистерије, љубавног романа и научне фантастике. Ранд је Побуњени Атлас назвала мистериозним романом, „не о убиству човековог тела, већ о убиству — и поновном рођењу — човековог духа“. Ипак, када ју је филмски продуцент Алберт С. Ради питао да ли би се сценарио могао фокусирати на љубавну причу, Ранд се сложила и наводно рекла: „То је све што је икада било.“ Технолошки напредак и интелектуални пробоји у научној теорији појављују се у Побуњеном Атласу, што је неке посматраче навело да га класификују у жанр научне фантастике. Измишљени проналасци као што су Галтов мотор, Риарден Метал и Пројекат X (сонично оружје) важни су за заплет. Историчар научне фантастике Џон Џ. Пирс описује га као „романтични трилер“ који је „у најмању руку гранични случај“ научне фантастике, посебно америчке либертаријанске научне фантастике засноване на његовим политичким темама. Фокус романа на филозофским питањима, укључујући етику и метафизику, означава га као филозофски роман.

## Пријем

### Продаја
Побуњени Атлас је дебитовао на 13. месту на листи бестселера The New York Times три дана након објављивања. Достигао је 3. место 8. децембра 1957. и био на листи 22 узастопне недеље. До 1984. године, његова продаја је премашила пет милиона примерака. Продаја Побуњеног Атласа порасла је након финансијске кризе 2008. године. Продаја романа у 2009. години премашила је 500.000 примерака, а продао је 445.000 примерака у 2011. години. До 2022. године, роман је продат у 10 милиона примерака.

### Савремене критике
Побуњени Атлас се генерално није допао критичарима. Рандина проучаватељка Мими Рајзел Гладстајн касније је написала да су се „критичари чини се такмичили једни с другима у такмичењу да смисле најпаметније увреде“; један га је назвао „одвратним смећем“, док је други рекао да показује „немилосрдно гњављење и опширност“. У Saturday Review, Хелен Бил Вудвард је рекла да је роман написан са „заслепљујућом виртуозношћу“, али да је „прожет мржњом“. У The New York Times Book Review, Гранвил Хикс је слично рекао да је књига „написана из мржње“.
Рецензент за часопис Time је питао: „Да ли је то роман? Да ли је то ноћна мора? Да ли је то Супермен — у стрипу или ничеанској верзији?“ Витакер Чејмберс је написао оно што је касније названо најозлоглашенијом рецензијом романа за конзервативни часопис National Review, где га је назвао „изузетно блесавим“ и рекао да се „може назвати романом само обезвређивањем термина“. Предвидео је да би практиковање Рандине безбожне идеологије довело до диктатуре сличне нацизму или стаљинистичком комунизму, и рекао да се кроз роман „чује глас  који наређује: 'У гасну комору — иди!'“.
Било је и неких позитивних критика. Ричард Меклохлин, рецензирајући роман за The American Mercury, описао га је као „дуго очекивану“ полемику против државе благостања са „узбудљивим, напетим заплетом“, иако непотребно дугачким. Направио је поређење са антиробовским романом Чича Томина колиба, рекавши да „вештом полемичару“ није потребан префињен књижевни стил да би имао политички утицај. Новинар и књижевни критичар Џон Чејмберлен је, пишући у New York Herald Tribune, сматрао Побуњени Атлас задовољавајућим на много нивоа: као научну фантастику, као „филозофску детективску причу“ и као „дубоку политичку параболу“.

### Утицај и наслеђе
У анкети спроведеној 1991. за Конгресну библиотеку и Book of the Month Club, Побуњени Атлас је рангиран на другом месту међу књигама које су највише утицале на животе 17 од 2.032 члана Book-of-the-Month клуба који су одговорили, између Библије и Пут којим се ређе иде М. Скота Пека.
Ненаучна онлајн анкета Modern Library из 1998. о 100 најбољих романа 20. века показала је да је Атлас рангиран на 1. месту, иако није био укључен на листу коју је изабрао одбор аутора и научника Modern Library-а. Телевизијска серија PBS Great American Read из 2018. показала је да је Побуњени Атлас рангиран на 20. месту од 100 романа, на основу анкете YouGov „која је тражила од Американаца да именују свој најомиљенији роман“.
Рандин утицај на савремену америчку либертаријанску мисао је значајан. Наслов једног либертаријанског часописа, Reason: Free Minds, Free Markets, преузет је од Џона Галта, јунака Побуњеног Атласа, који тврди да су „слободан ум и слободно тржиште последице“. У почасти написаној на 20. годишњицу објављивања романа, либертаријански филозоф Џон Хосперс похвалио га је као „врхунско достигнуће, загарантовано бесмртности“.
Године 1997, либертаријански Cato Institute одржао је заједничку конференцију са The Atlas Society, објективистичком организацијом, како би прославили 40. годишњицу објављивања Побуњеног Атласа. На овом догађају, Хауард Дикман из Reader's Digest-а изјавио је да је роман „милионе читалаца увео у идеје слободе“ и рекао да књига носи важну поруку о „дубоком праву читалаца да буду срећни“.
Рандин бивши пословни партнер и љубавник Натанијел Бранден изразио је различите погледе на Побуњени Атлас. У почетку му је био веома наклоњен, па чак и након што су он и Ранд прекинули везу, у једном интервјуу га је и даље називао „највећим романом који је икада написан“, иако је нашао „неколико ствари са којима се може полемисати у књизи“. Године 1984. тврдио је да Побуњени Атлас „подстиче емоционалну репресију и самоодрицање“ и да Рандина дела садрже контрадикторне поруке. Критиковао је потенцијални психолошки утицај романа, наводећи да Галтова препорука да се на неправду одговори „презиром и моралном осудом“ сукобљава са ставом психолога који кажу да то само узрокује понављање неправде.
Економиста Аустријске школе Лудвиг фон Мизес дивио се бескомпромисном елитизму који је видео у Рандином делу. У писму Ранд написано неколико месеци након објављивања романа, рекао је да нуди „убедљиву анализу зла која муче наше друштво, поткрепљено одбацивање идеологије наших самозваних 'интелектуалаца' и немилосрдно разоткривање неискрености политика које усвајају владе и политичке странке  Имате храбрости да кажете масама оно што им ниједан политичар није рекао: ви сте инфериорни и сва побољшања у вашим условима која једноставно узимате здраво за готово дугујете напорима људи који су бољи од вас.“
Мари Ротбард, још један економиста Аустријске школе, написао је писмо Ранд 1958. у којем је похвалио књигу као „бескрајну ризницу“ и „не само највећи роман икада написан, већ једну од највећих књига икада написаних, било фикције или нефикције“. Ротбард се убрзо дистанцирао од Ранд због различитих филозофских несугласица, и почетком 1960-их написао је сатиричну једночинку под називом Моцарт је био црвени која је исмевала Ранд (као лик Карсон Сенд) и роман (као Сендину књигу Обрва Зевса).
У годинама непосредно након објављивања романа, многи амерички конзервативци, укључујући Вилијама Ф. Баклија Млађег, снажно су осуђивали Ранд и њену објективистичку поруку. Поред снажно критичке рецензије Витакера Чејмберса, Бакли је објавио низ критичких текстова: Расел Кирк је објективизам назвао „изопаченом религијом“; Френк Мејер је оптужио Ранд за „прорачунате окрутности“ и назвао њену поруку „сушном, подљудском сликом човека“; а Гари Вилс је Ранд сматрао „фанатиком“.
У 21. веку, роман су позитивније помињали неки конзервативци. Године 2005, републикански конгресмен Пол Рајан је рекао да је Ранд „разлог због којег сам ушао у јавну службу“, и захтевао је од чланова свог особља да читају Побуњени Атлас, иако је 2012. рекао да је његова наводна посвећеност Ранд „урбана легенда“. Године 2006, Кларенс Томас, придружени судија Врховног суда Сједињених Америчких Држава, навео је Побуњени Атлас међу својим омиљеним романима.
Након финансијске кризе 2008. године, конзервативни коментатори су предложили књигу као упозорење против социјалистичке реакције на кризу. Неколико конзервативних коментатора, као што су Нил Борц, Глен Бек и Раш Лимбо, похвалили су књигу у својим радио и телевизијским програмима.
У јануару 2009, конзервативни писац Стивен Мур написао је чланак у The Wall Street Journal под насловом „Побуњени Атлас од фикције до чињенице за 52 године“, а два месеца касније републикански конгресмен Џон Кембел је рекао: „Људи почињу да осећају да живимо кроз сценарио који се догодио у Побуњеном Атласу“. Изван Сједињених Држава, роман су као утицај навели десничарски политичари попут Сив Јенсен у Норвешкој и Ајелет Шакед у Израелу.
Референце на Побуњени Атлас појавиле су се у разним другим популарним забавним садржајима. У првој сезони драмске серије Људи са Менхетна, Бертрам Купер наговара Дона Дрејпера да прочита књигу, а Донова тактика продаје клијенту указује да је био под утицајем заплета о штрајку. Мање позитивна помињања романа појављују се у епизодама анимираних комедија Футурама, где се појављује међу књигама баченим у канализацију да их читају само гротескни мутанти, и Саут Парк, где новописмени лик одустаје од читања након што доживи Побуњени Атлас.
Критички хваљена видео игра из 2007. BioShock се сматра одговором на Побуњени Атлас. Прича приказује друштво које се урушило због објективизма, а значајни ликови у игри дугују своја имена Рандином делу, које је креатор игре Кен Левин читао током основних студија фикције 20. века. Године 2013. објављено је да ће Галтова долина, насеље за поклонике либертаријанизма названо по сигурном уточишту Џона Галта, бити успостављено близу Сантијага у Чилеу; међутим, пројекат се урушио усред оптужби за превару.

### Награде
У Сједињеним Државама, Побуњени Атлас је био финалиста за Националну књижевну награду за фикцију 1958. године, али је изгубио од The Wapshot Chronicle Џона Чивера. Године 1983, била је једна од прве две књиге које су добиле награду Куће славних награде Прометеј за либертаријанску научну фантастику, заједно са Месец је окрутна љубавница Роберта Хајнлајна.

## Адаптације

### Филм

#### Рани покушаји
Филмска адаптација Побуњеног Атласа била је у „развојном паклу“ скоро 40 година. Године 1972, Алберт С. Ради је пришао Ранд да продуцира филмску адаптацију. Ранд је инсистирала на коначном одобрењу сценарија, што је Ради одбио да јој да, чиме је спречен договор. Године 1978, Хенри и Мајкл Џафи су преговарали о договору за осмочасовну телевизијску минисерију Побуњени Атлас на Ен-Би-Сију. Сценариста Стерлинг Силифант је написао адаптацију и добио одобрење од Ранд за коначни сценарио. Када је Фред Силверман постао председник Ен-Би-Сија 1979, пројекат је укинут.
Ранд, и сама бивша холивудска сценаристкиња, почела је да пише сопствени сценарио, али је умрла 1982. са само трећином завршеног. Њен наследник, Леонард Пејкоф, продао је опцију Мајклу Џафију и Еду Снајдеру. Пејкоф није одобрио сценарио који су написали, и договор је пропао. Године 1992, инвеститор Џон Аљалоро платио је Пејкофу преко милион долара за опцију са пуном креативном контролом. Два нова сценарија – један сценаристе Бенедикта Фицџералда и други Пејкофове жене, Синтије Пејкоф – сматрани су неадекватним, и Аљалоро је вратио новац раним инвеститорима у пројекат.
Године 1999, под Аљалоровим спонзорством, Ради је преговарао о договору са ТНТ-ом за четворочасовну минисерију; међутим, пројекат је укинут након што се ТНТ спојио са Еј-О-Ел Тајм Ворнером. Након што је договор са ТНТ-ом пропао, Хауард Болдвин и Карен Болдвин су добили права док су водили Филипа Аншуцову компанију Crusader Entertainment. Болдвинови су напустили Crusader да би основали Baldwin Entertainment Group 2004. и са собом понели права на Побуњени Атлас. Мајкл Бернс из Lions Gate Entertainment пришао је Болдвиновима да финансира и дистрибуира Побуњени Атлас. Иако на крају никада није произведен, нацрт сценарија је написао Џејмс В. Харт, а затим га је преправио Рандал Волас.

#### Трилогија 2011–2014
Побуњени Атлас је направљен као филмска трилогија, објављена између 2011. и 2014. уз негативне критике.

##### Побуњени Атлас: Први део
У мају 2010, Брајан Патрик О’Тул и Аљалоро су написали сценарио, с намером да снимају у јуну 2010. Стивен Полк је требало да режира; међутим, Полк је отпуштен и главно снимање је почело 13. јуна 2010, под режијом Пола Џохансона и у продукцији Хармона Каслоуа и Аљалора. Ово је резултирало тиме да је Аљалоро задржао своја права на имовину, која су требала да истекну 15. јуна 2010. Снимање је завршено 20. јула 2010, а филм је објављен 15. априла 2011. Тејлор Шилинг је играла Дагни Тагарт, а Грант Боулер Хенка Риардена.
Филм је наишао на генерално негативан пријем код професионалних критичара. Агрегатор рецензија Rotten Tomatoes даје филму оцену од 12% на основу 52 рецензије, са просечном оценом 3,8 од 10. Филм је имао мање од 5 милиона долара укупних прихода на благајнама, знатно мање од процењених 20 милиона долара које су уложили Аљалоро и други. Лош резултат на благајнама и критички пријем навели су Аљалора да преиспита своје планове за остатак трилогије, али су га други инвеститори убедили да настави.

##### Побуњени Атлас: Други део
Дана 2. фебруара 2012, Каслоу и Аљалоро су објавили да су прикупили 16 милиона долара за финансирање Побуњеног Атласа: Други део. Главно снимање је почело 2. априла 2012; продуценти су се надали да ће објавити филм пре председничких избора у САД 2012. године. Пошто глумачка екипа за први филм није била уговорена за целу трилогију, за све улоге су ангажовани други глумци. Саманта Матис је играла Дагни, са Џејсоном Бегеом као Хенком и Есаијем Моралесом као Франциском д'Анконијом.
Филм је објављен 12. октобра 2012, без посебне пројекције за критичаре. Зарадио је 1,7 милиона долара на 1012 екрана током првог викенда, што је у то време било рангирано као 109. најгоре отварање за филм у широкој дистрибуцији. Критички одговор је био веома негативан; Rotten Tomatoes даје филму оцену од 4% на основу 23 рецензије, са просечном оценом 3,2 од 10. Коначни укупни приход филма на благајнама био је 3,3 милиона долара.

##### Побуњени Атлас: Трећи део: Ко је Џон Галт?
Трећи део у серији, Побуњени Атлас: Трећи део: Ко је Џон Галт?, објављен је 12. септембра 2014. Дагни је играла Лора Реган, са Робом Мороуом као Хенком, Кристофером Полахом као Џоном Галтом, и Жоакимом де Алмеидом као Франциском. Филм је приказан на 242 екрана и зарадио 461.179 долара током првог викенда; коначни укупни приход на благајнама био је 851.690 долара. Критичари су га неповољно оценили, са оценом 0% на Rotten Tomatoes на основу 10 рецензија, са просечном оценом 1,8 од 10.

#### Будућност
Године 2015, The New York Times је известио да је Ради постигао договор са Аљалором да направи нову телевизијску адаптацију Побуњеног Атласа. Дана 17. новембра 2022, продуцент Џереми Боринг је објавио да је конзервативна медијска компанија The Daily Wire откупила права на Побуњени Атлас. Компанија планира да направи серију засновану на роману за своју услугу видео на захтев DailyWire+, у сарадњи са филмским студијом Bonfire Legend и Аљалоровом дистрибутерском компанијом Atlas Distribution Company.

### Позориште
Побуњени Атлас је два пута адаптиран као позоришна представа на немачком језику. Године 2013, Штефан Бахман, директор Schauspiel Köln у Келну, поставио је Der Streik (Штрајк), четворочасовну адаптацију коју су написали Бахман и de. Бахман је почео адаптацију осам година раније, али позоришта у којима је радио пре Schauspiel Köln-а била су одбојна према идеји. У јануару 2021, редитељ Николас Штеман представио је трочасовну музичку адаптацију, такође под називом Der Streik, у Цириху, Швајцарска. Штеманова верзија приче из романа представљена је као прича у причи коју поставља „Црква Ајн Ранд“ повезана са алт-десницом и белачким супремацизмом.

## Цитирани радови
- Barnes, Anita (4. 3. 2009). „Congressman: We're Living in Atlas Shrugged”. The Washington Independent. Архивирано из оригинала 12. 2. 2021. г. Приступљено 27. 6. 2021.
- Beam, Christopher (17. 12. 2010). „The Trouble with Liberty”. New York. Архивирано из оригинала 23. 10. 2020. г. Приступљено 27. 6. 2021.
- Bidinotto, Robert James (5. 4. 2011). „Atlas Shrugged as Literature”. The Atlas Society. Архивирано из оригинала 8. 3. 2021. г. Приступљено 10. 10. 2017.
- Bond, Paul (26. 3. 2014). „Atlas Shrugged: Who Is John Galt? Sets Sept. 12 Release Date (Exclusive)”. The Hollywood Reporter. Архивирано из оригинала 8. 3. 2021. г. Приступљено 21. 9. 2014.
- Bradford, R. W. (мај 1994). „Was Ayn Rand a Plagiarist?” (PDF). Liberty. св. 7 бр. 4. стр. 56—58. Архивирано из оригинала (PDF) 18. 8. 2019. г. Приступљено 10. 6. 2022.
- Branden, Barbara (1986). The Passion of Ayn Rand. Garden City, New York: Doubleday & Company. ISBN 978-0-385-19171-5.
- Branden, Nathaniel (јесен 1984). „The Benefits and Hazards of the Philosophy of Ayn Rand: A Personal Statement”. Journal of Humanistic Psychology. 24 (4): 29—64. S2CID 144772216. doi:10.1177/0022167884244004.
- Brown, Kimberly (14. 1. 2007). „Ayn Rand No Longer Has Script Approval”. New York Times. Приступљено 21. 6. 2009.
- Cieply, Michael (1. 11. 2015). „Producer of The Godfather Lands Rights to Atlas Shrugged Novel”. The New York Times. Приступљено 1. 4. 2024.
- Brühwiler, Claudia Franziska (2021). Out of a Gray Fog: Ayn Rand's Europe (Kindle изд.). Lanham, Maryland: Lexington Books. ISBN 978-1-79363-686-7.
- Burns, Jennifer (2009). Goddess of the Market: Ayn Rand and the American Right. New York: Oxford University Press. ISBN 978-0-19-532487-7.
- Carter, Joan (2014). „The History of the Atlas Shrugged Movie Trilogy”.  Ур.: Kelley, David. Atlas Shrugged: The Novel, the Films, the Philosophy. The Atlas Society. ISBN 978-1-5010-5924-7.
- Chambers, Whittaker (8. 12. 1957). „Big Sister is Watching You”. National Review. стр. 594—596.
- Costa, Robert (26. 4. 2012). „Ryan Shrugged: Representative Paul Ryan Debunks an 'Urban Legend'”. National Review. Архивирано из оригинала 29. 10. 2013. г. Приступљено 6. 6. 2013.
- DeSapio, Scott (2. 4. 2012). „Atlas Shrugged Part 2 Begins Principal Photography”. Atlas Shrugged Movie. Atlas Productions. Приступљено 17. 8. 2019.
- Doherty, Brian (2007). Radicals for Capitalism: A Freewheeling History of the Modern American Libertarian Movement. New York: Public Affairs Press. ISBN 978-1-58648-350-0.
- Fleming, Michael (4. 9. 2007). „Vadim Perelman to Direct 'Atlas'”. Variety. Приступљено 21. 6. 2009.
- Fleming, Mike (26. 5. 2010). „Atlas Shrugged Rights Holder Sets June Production Start Whether or Not Stars Align”. Deadline. Архивирано из оригинала 29. 5. 2010. г. Приступљено 28. 5. 2010.
- Gladstein, Mimi Reisel (1999). The New Ayn Rand Companion. Westport, Connecticut: Greenwood Press. ISBN 978-0-313-30321-0.
- Gladstein, Mimi Reisel (2000). Atlas Shrugged: Manifesto of the Mind. Twayne's Masterwork Studies series. New York: Twayne Publishers. ISBN 978-0-8057-1638-2.
- Hansen, William (2004). Handbook of Classical Mythology. Santa Barbara, California: ABC-CLIO. ISBN 978-1-57607-226-4.
- Heller, Anne C. (2009). Ayn Rand and the World She Made. New York: Doubleday. ISBN 978-0-385-51399-9.
- Hicks, Granville (13. 10. 1957). „A Parable of Buried Talents”. The New York Times Book Review. стр. 4—5.
- Hunt, Robert (1983). „Science Fiction for the Age of Inflation: Reading Atlas Shrugged in the 1980s”.  Ур.: Slusser, George E.; Rabkin, Eric S.; Scholes, Robert. Coordinates: Placing Science Fiction and Fantasy. Carbondale, Illinois: Southern Illinois University Press. стр. 80—98. ISBN 978-0-8093-1105-7.
- Kay, Jeremy (26. 7. 2010). „Production Wraps on Atlas Shrugged Part One”. Screen Daily. Архивирано из оригинала 30. 7. 2010. г. Приступљено 29. 7. 2010.
- Keegan, Rebecca (26. 4. 2011). „'Atlas Shrugged' Producer: 'Critics, You Won.' He's Going 'On Strike'”. Los Angeles Times. Приступљено 15. 8. 2019.
- Knegt, Peter (4. 1. 2013). „The 5 Biggest Disappointments at the 2012 Specialty Box Office”. IndieWire. Приступљено 17. 8. 2019.
- Key, Peter (6. 2. 2012). „Atlas Shrugged: Part 2 Movie Funded”. Philadelphia Business Journal. Приступљено 17. 8. 2019.
- Mayhew, Robert, ур. (2009). Essays on Ayn Rand's Atlas Shrugged. Lanham, Maryland: Lexington Books. ISBN 978-0-7391-2780-3.
- McClintock, Pamela (26. 4. 2006). „Lionsgate Shrugging”. Variety. Архивирано из оригинала 29. 4. 2009. г. Приступљено 12. 6. 2009.
- McConnell, Scott (2010). 100 Voices: An Oral History of Ayn Rand. New York: New American Library. ISBN 978-0-451-23130-7.
- McLaughlin, Richard (јануар 1958). „The Lady Has a Message”. The American Mercury. стр. 144—146.
- Murty, Govindini (21. 7. 2010). „Exclusive: LFM Visits the Set of Atlas Shrugged + Director Paul Johansson's First Interview about the Film”. Libertas Film Magazine. Архивирано из оригинала 1. 8. 2010. г. Приступљено 26. 8. 2010.
- Nash, George H. (2006). The Conservative Intellectual Movement in America Since 1945 (30th anniversary изд.). Wilmington, Delaware: ISI Books. ISBN 978-1-933859-12-5.
- Offord, Derek (2022). Ayn Rand and the Russian Intelligentsia: The Origins of an Icon of the American Right. Russian Shorts (Kindle изд.). London: Bloomsbury Academic. ISBN 978-1-3502-8393-0.
- Pierce, John J. (1989). When World Views Collide: A Study in Imagination and Evolution. New York: Greenwood Press. ISBN 978-0-313-25457-4.
- Perry, Douglass C. (26. 5. 2006). „The Influence of Literature and Myth in Videogames”. IGN. Архивирано из оригинала 24. 2. 2021. г. Приступљено 7. 10. 2007.
- Raimondo, Justin (2008) [1993]. Reclaiming the American Right: The Lost Legacy of the Conservative Movement. Wilmington, Delaware: ISI Books. ISBN 978-1-933859-60-6.
- Rand, Ayn (1986) [1966]. Capitalism: The Unknown Ideal. Signet. ISBN 978-0-451-14795-0.
- Rand, Ayn (1992) [1957]. Atlas Shrugged (35th anniversary изд.). New York: Dutton. ISBN 978-0-525-94892-6.
- Rand, Ayn (1997).  Harriman, David, ур. Journals of Ayn Rand. New York: Dutton. ISBN 978-0-525-94370-9.
- Rand, Ayn (1995).  Berliner, Michael S, ур. Letters of Ayn Rand. New York: Dutton. ISBN 0-525-93946-6. OCLC 31412028.
- Rubin, Harriet (15. 9. 2007). „Ayn Rand's Literature of Capitalism”. The New York Times. Архивирано из оригинала 12. 5. 2011. г. Приступљено 15. 4. 2011.
- Sciabarra, Chris Matthew. „Books for Rand Studies”. Full Context. 11 (4): 9—11. Архивирано из оригинала 26. 10. 2020. г.
- Sciabarra, Chris Matthew (2000). Total Freedom: Toward a Dialectical Libertarianism. University Park, Pennsylvania: Pennsylvania State University Press. стр. 165. ISBN 978-0-271-01830-0.
- Sciabarra, Chris Matthew (јесен 2004). „The Illustrated Rand” (PDF). The Journal of Ayn Rand Studies. 6 (1): 1—20. JSTOR 41560268. Архивирано (PDF) из оригинала 26. 6. 2021. г. Приступљено 15. 4. 2011.
- Sciabarra, Chris Matthew (2013). Ayn Rand: The Russian Radical (2nd изд.). University Park, Pennsylvania: Pennsylvania State University Press. ISBN 978-0-271-06227-3.
- Thomas, Clarence (2007). My Grandfather's Son: A Memoir. New York: Harper Perennial. ISBN 978-0-06-056556-5.
- Walker, Jeff (1999). The Ayn Rand Cult. La Salle, Illinois: Open Court Publishing. ISBN 0-8126-9390-6.
- Wang-naveen, Mala (5. 1. 2016). „Er Ayn Rand en politikkens Darth Vader eller en glitrende ledestjerne?” [Is Ayn Rand a Darth Vader of Politics or a Sparkling Guiding Star?]. Aftenposten (на језику: норвешки). Архивирано из оригинала 22. 2. 2021. г. Приступљено 14. 6. 2021.
- Weigel, David (3. 3. 2011). „Libertarians Shrugged”. Slate. Приступљено 15. 8. 2019.
- White, Robert (2010). „Endless Egoists: The Second-Hand Lives of Mad Men”.  Ур.: Carveth, Rod; South, James B. Mad Men and Philosophy: Nothing Is as It Seems. Hoboken, New Jersey: John Wiley & Sons. ISBN 978-0-470-60301-7.
- Wiseman, Andreas (17. 11. 2022). „The Daily Wire Lines Up Series Adaptation Of Ayn Rand's Dystopian Novel Atlas Shrugged”. Deadline. Архивирано из оригинала 17. 11. 2022. г. Приступљено 18. 11. 2022.
- Woodward, Helen Beal (12. 10. 1957). „Non-Stop Daydream”. Saturday Review. стр. 25.
- Younkins, Edward W., ур. (2007). Ayn Rand's Atlas Shrugged: A Philosophical and Literary Companion. Burlington, Vermont: Ashgate Publishing. ISBN 978-0-7546-5533-6.
- Zeveloff, Naomi (26. 1. 2015). „Can Ayelet Shaked Sell (Secular) Israel on the Far Right?”. The Forward. Архивирано из оригинала 3. 6. 2015. г. Приступљено 28. 6. 2021.